# 가시하라진구니시구치역
가시하라진구니시구치역(일본어: 橿原神宮西口駅)은 일본 나라현 가시하라시에 위치한 긴키 닛폰 철도 미나미오사카 선의 철도역이다. 역 번호는 F 27이며, 상대식 승강장 2면 2선의 구조를 갖춘 지상역이다.

## 타는 곳
| 1 | F 미나미오사카 선 | 하행 | 가시하라진구마에 · 요시노 방면                         |
| 2 | F 미나미오사카 선 | 상행 | 후루이치 · 오사카아베노바시 · 고세 · 가와치나가노 방면 |

## 이용 현황
- 2005년 11월 8일 : 2,259명
- 2008년 11월 18일 : 2,508명
- 2010년 11월 9일 : 2,522명
- 2012년 11월 13일 : 2,524명
- 2015년 11월 10일 : 2,157명

## 역 주변
- 가시하라 신궁
- 우네비 산
- 안네이 천황 릉
- 이토쿠 천황 릉
- 센카 천황 릉
- 나라 예술 단기 대학

## 인접 역
| 긴키 닛폰 철도 미나미오사카 선 | 긴키 닛폰 철도 미나미오사카 선 | 긴키 닛폰 철도 미나미오사카 선             |
| ------------------------------ | ------------------------------ | ------------------------------------------ |
| F26 보조 오사카아베노바시 방면 | F 미나미오사카 선              | 가시하라진구마에 F28 가시하라진구마에 방면 |